# 몬티 파이튼: 완전히 다른 것을 위하여
《몬티 파이튼 - 완전히 다른 것을 위하여》(And Now For Something Completely Different)는 영국에서 제작된 이안 맥노튼 감독의 1971년 영화이다. 그레이엄 채프먼 등이 주연으로 출연하였고 패트리시아 케이시 등이 제작에 참여하였다.

## 출연

### 주연
- 그레이엄 채프먼
- 존 클리즈
- 에릭 아이들
- 테리 존스
- 마이클 폴린
- 테리 길리엄
- 캐롤 클리브랜드
- 코니 부스